# Jean Desgranges
Pour les articles homonymes, voir Desgranges.
Jean Desgranges est un footballeur international français né le 22 avril 1929 à Persan (Seine-et-Oise) et décédé le 10 mars 1996 à Saint-Cloud (Hauts-de-Seine).
Il a joué comme attaquant sous les couleurs du Stade français, avant de rejoindre Lens en 1953.
Le 17 décembre de cette année, il fait partie d'une sélection espoirs entrainée par Albert Batteux, qui joue un match de qualification pour la Coupe du monde : France-Luxembourg (8-0). Jean Desgranges marque deux buts et donne également la passe décisive sur le troisième but. Le match est réintégré a posteriori dans la liste des matches de l'équipe de France A.

## Palmarès
- International français A en 1953 (1 sélection et 2 buts marqués)
- International Espoirs